# Leon Volovici
Leon Volovici (n. 10 august 1938, Iași, România – d. 1 decembrie 2011, Ierusalim, Palestina) a fost un istoric literar israelian, originar din România. S-a stabilit în Israel în 1984. A fost membru al Comisiei Internaționale pentru Studierea Holocaustului în România, creată pentru a cerceta și stabili adevărul în privința Holocaustului în România.

## Biografie
A absolvit Liceul Național din Iași, iar în 1962 Facultatea de Litere a Universității „Al. I. Cuza”, specialitatea limba și literatură română. Din 1962, timp de doi ani, a fost profesor de română în comuna Bivolari din regiunea Iași. A debutat în revista Iașul literar în 1964. Între anii 1964-1984 a fost cercetător la secția de istorie literară a Institutului de filologie „Alexandru Philippide” din Iași. În 1975 și-a susținut doctoratul în filologie română la Universitatea „Al. I. Cuza” din Iași; volumul Apariția scriitorului în cultura română (1976) reia cu unele modificări lucrarea sa de doctorat Scriitorul. Apariția și evoluția lui în perioada de constituire a literaturii române moderne, una din primele lucrări în această direcție din cercetarea românească.
Este coautor al Dicționarului literaturii române de la origini pînă la 1900, apărut în 1979 la Editura Academiei RSR. A editat și prefațat opera lui Dimitrie Teleor în 1981. După plecarea din România, a fost, în perioada 1984-1989, cercetător la institutul Yad Vashem pentru studierea Holocaustului. Din 1989 a fost cercetător principal și conferențiar la Universitatea Ebraică din Ierusalim, la Institutul de Iudaism Contemporan și la Centrul Internațional pentru Studierea Antisemitismului. A fost editor al secțiunilor dedicate istoriei evreilor din România în The YIVO Encyclopedia of Jews in Eastern Europe (2 volume apărute la Yale University Press în 2008), lucrare deja de referință în domeniu. 
A predat anual cursuri intensive la centrele de studii iudaice ale universităților din Cluj, București și  Iași. A publicat studii (în română, ebraică, engleză și franceză) privitoare la istoria vieții intelectuale evreiești din România, evoluția antisemitismului din România și în țările est-europene, interferențe culturale și literare româno-evreiești, eseuri despre scriitori români. 
Pe aceleași teme a participat la conferințe internaționale în Israel, România etc. A colaborat la diverse reviste culturale din România (Anuar de lingvistică și istorie literară, Cahiers roumains d'etudes litteraires, Convorbiri literare, Cronica, Iașul literar, Revista Cultului Mozaic, iar după 1990, în revistele 22, Apostrof, România literară, Secolul 20, Arc, Dilema, Sfera politicii, Lettre Internationale, Plural). A condus, împreuna cu criticul de film Costel Safirman, Cercul Cultural de la Ierusalim, dedicat întâlnirilor cu scriitori și artiști români. A fost unul dintre inițiatorii Societății de Studii Benjamin Fondane și membru în comitetul de redacție al revistei Cahiers Benjamin Fondane.

## Opere publicate
- Monografia literară actuală, în Anuar de lingvistică și istorie literară, Iași, 1965;
- G. Ibrăileanu, istoric literar, în Anuar de lingvistică și istorie literară, Iași, 1967;
- „Adversarii” Junimii, în Anuar de lingvistică și istorie literară, Iași, 1968;
- Apariția scriitorului în cultura română, Editura Junimea, Iași, 1976; ediție revăzută Curtea Veche, 2005; ediție revăzută, Editura Universității „Al. I. Cuza” din Iași, 2012
- Dicționarul literaturii române de la origini pîna la 1900, coautor, Editura Academiei RSR, București, 1979;
- D. Teleor, Sonete patriarhale. Scene și portrete. Ediție îngrijită, prefață, note și bibliografie, Minerva, București, 1981
- Nationalist ideology and antisemitism: the case of Romanian intellectuals in the 1930's, translated from Romanian by Charles Kormos, Oxford, Pergamon Press, 1991; ediția românească Ideologia naționalistă și „problema evreiască”. Eseu despre formele antisemitismului intelectual în România anilor '30, Humanitas, București, 1995; Premiul Arcadia
- Mihail Sebastian – Jurnal 1935-1944, prefață și note de Leon Volovici, text îngrijit de Gabriela Omăt, Humanitas, București, 1996; Premiul Uniunii Scriitorilor din România pentru cea mai bună ediție a anului; ediția ebraică Nimrod, Tel Aviv, 2003
- B. Fundoianu – Iudaism și elenism, ediție îngrijită, note și prefață de Leon Volovici și Remus Zăstroiu, Hasefer, București, 1999
- Arnold Schwefelberg, Amintirile unui intelectual evreu din România, ediție, prefață și note de Leon Volovici, Hasefer, București, 2000;
- Întîlniri la Ierusalim, în colaborare cu Costel Safirman, Fundația Culturală Română, 2001
- Noi întâlniri la Ierusalim, în colaborare cu Costel Safirman, Institutul Cultural Român, 2007
- De la Iași la Ierusalim și înapoi, Ideea Europeană, Iași, 2007
- Mircea Săucan, Colivia caută pasărea, prefață de Leon Volovici, Institutul Cultural Român, 2007
- The YIVO Encyclopedia of Jews in Eastern Europe, coeditor, Yale University Press, 2008
- Sertarele exilului. Dialog Leon Volovici - Norman Manea, Polirom, Iași, 2008
- Mihail Sebastian. Dilemele identității, editor Leon Volovici, Biblioteca Apostrof, 2010
- Eugen Relgis, Eseuri despre iudaism, ediție îngrijită de Camelia Crăciun și Leon Volovici, prefață de Leon Volovici, Hasefer, București, 2011

## Legături externe
- La moartea lui Leon Volovici (1938-2011), Ovidiu Șimonca, Observator cultural - numărul 602, noiembrie 2011

Interviuri
- „Eu vreau să cunosc și vreau să înțeleg“. Interviu cu Leon VOLOVICI, Ovidiu Șimonca, Observator cultural - numărul 423, mai 2008
- "Prefer toleranta reciproca…" Arhivat în 24 septembrie 2015, la Wayback Machine., 10 ianuarie 2008, Iulia Blaga, România liberă